# I liga polska w rugby (1986)
I liga polska w rugby (1986) – trzydziesty sezon najwyższej klasy ligowych rozgrywek klubowych rugby union w Polsce. Tytuł mistrza Polski zdobyła drużyna AZS AWF Warszawa, drugie miejsce zajęła Lechia Gdańsk, a trzecie Ogniwo Sopot.

## Uczestnicy rozgrywek
W rozgrywkach I ligi w tym sezonie uczestniczyło dziesięć drużyn. Było wśród nich wszystkie osiem drużyn poprzedniego sezonu (z powodu powiększenia ligi, żadna drużyna z niej nie spadła): AZS AWF Warszawa, Lechia Gdańsk, Budowlani Łódź, Ogniwo Sopot, Orkan Sochaczew, Budowlani Lublin, Posnania Poznań i Czarni Bytom, oraz dwie drużyny, które awansowały z II ligi – Skra Warszawa i Śląsk Ruda Śląska (awans wywalczył Bobrek Karb Bytom, jednak przekazał drużynę seniorów rugby do Śląska z powodów finansowych).

## Przebieg rozgrywek
Rozgrywki toczyły się systemem wiosna – jesień, każdy z każdym, mecz i rewanż. Ostatnia drużyna spadała automatycznie do II ligi, a przedostatnia miała grać baraż o utrzymanie w Ekstralidze z drugim zespołem II ligi.
Wyniki spotkań:
|                   | AZS AWF Warszawa | Lechia Gdańsk | Budowlani Łódź | Ogniwo Sopot | Orkan Sochaczew | Budowlani Lublin | Posnania Poznań | Czarni Bytom | Skra Warszawa | Śląsk Ruda Śląska |
| AZS AWF Warszawa  | –                | 22:9          | 30:10          | 12:9         | 78:15           | 14:3             | 36:15           | 32:3         | 71:9          | 30:12             |
| Lechia Gdańsk     | 13:14            | –             | 6:3            | 3:0          | 42:9            | 20:14            | 23:9            | 35:3         | 54:16         | 43:0              |
| Budowlani Łódź    | 6:17             | 4:9           | –              | 7:4          | 13:18           | 70:4             | 20:18           | 38:17        | 22:6          | 17:6              |
| Ogniwo Sopot      | 27:6             | 12:10         | 38:0           | –            | 23:0            | 11:7             | 23:6            | 36:3         | 56:6          | 62:0              |
| Orkan Sochaczew   | 6:26             | 0:8           | 0:10           | 3:7          | –               | 33:9             | 30:6            | 13:4         | 30:9          | 14:19             |
| Budowlani Lublin  | 15:32            | 12:23         | 46:22          | 9:18         | 38:9            | –                | 23:6            | 20:0         | 13:13         | 55:6              |
| Posnania Poznań   | 6:22             | 9:14          | 18:18          | 3:19         | 18:9            | 14:4             | –               | 13:6         | 13:13         | 13:11             |
| Czarni Bytom      | 36:3             | 0:23          | 6:20           | 0:70         | 12:31           | 11:4             | 27:4            | –            | 18:14         | 27:6              |
| Skra Warszawa     | 18:70            | 6:12          | 6:18           | 9:23         | 16:10           | 18:29            | 6:3             | 27:3         | –             | 24:3              |
| Śląsk Ruda Śląska | 0:44             | 6:13          | 0:48           | 6:19         | 9:16            | 22:15            | 10:4            | 16:0         | 22:0          | –                 |

Tabela końcowa (na czerwono wiersz z drużyną, która spadała do II ligi, a na żółto z drużyną, która grała w barażu o utrzymanie się w I lidze):
| Pozycja | Drużyna           | Punkty razem | Bilans punktów |
| ------- | ----------------- | ------------ | -------------- |
| 1       | AZS AWF Warszawa  | 52           | 593:178        |
| 2       | Lechia Gdańsk     | 48           | 360:139        |
| 3       | Ogniwo Sopot      | 48           | 466:90         |
| 4       | Budowlani Łódź    | 39           | 336:249        |
| 5       | Orkan Sochaczew   | 32           | 246:346        |
| 6       | Budowlani Lublin  | 31           | 320:342        |
| 7       | Śląsk Ruda Śląska | 28           | 154:434        |
| 8       | Skra Warszawa     | 26           | 216:470        |
| 9       | Posnania Poznań   | 26           | 178:314        |
| 10      | Czarni Bytom      | 24           | 143:438        |

## II liga
Równolegle z rozgrywkami I ligi odbywała się rywalizacja w II lidze. Miały w niej wystąpić młodzieżowe zespoły klubów I ligi, jednak część się wycofała. Ostatecznie w II lidze zagrało jedenaście drużyn. Zadebiutowała w tym sezonie drużyna Legionovia Legionowo. Rozgrywki toczyły się w systemie wiosna – jesień, w dwóch fazach. W pierwszej fazie drużyny podzielono na 4 grupy, w których drużyny spotykały się czterokrotnie każdy z każdym. Zwycięzcy grup spotkali się w drugiej fazie: półfinałach i finałach, w których drużyny grały każdy z każdym, mecz i rewanż. Do I ligi miał awansować zwycięzca rozgrywek, a druga drużyna miała rozegrać baraż o awans do I ligi z przedostatnią drużyną z I ligi.
Końcowa klasyfikacja finału II ligi (na zielono wiersz z drużyną, która zdobyła awans do I ligi, a na żółto z drużyną, która uzyskała prawo do gry w barażu):
| Pozycja | Drużyna           |
| ------- | ----------------- |
| 1       | VIS Siedlce       |
| 2       | Budowlani Olsztyn |
| 3       | Juvenia Kraków    |
| 4       | Budowlani II Łódź |

Do finału nie zakwalifikowały się następujące drużyny biorące udział w rozgrywkach: Ogniwo II Sopot, Orkan II Sochaczew, Skra II Warszawa, Budowlani II Lublin, Legionovia Legionowo, Bobrek Karb Bytom i Śląsk II Ruda Śląska.

## Baraż o I ligę
W barażu rozegranym pomiędzy przedostatnim zespołem I ligi i drugim zespołem II ligi, prawo gry w kolejnym sezonie w I lidze zdobyli Budowlani Olsztyn, którzy pokonali Posnanię Poznań 12:10.

## Inne rozgrywki
W finale Pucharu Polski Lechia Gdańsk pokonała AZS AWF Warszawa 12:0. W mistrzostwach Polski juniorów zwycięstwo odnieśli Budowlani Łódź, a wśród kadetów Ogniwo Sopot. 

## Nagrody
Najlepszym zawodnikiem został wybrany przez Polski Związek Rugby Mirosław Mańkowski, a trenerem Henryk Niedziółka.